# ヴィシャス・ヴァイパー
ヴィシャス・ヴァイパー（Vicious Viper）は、アメリカ合衆国オハイオ州コロンバス市に本社を置くCaJohns Fiery Foods社の激辛ソースである。このソースは約250,000スコヴィルで、タバスコの約120倍の辛さに相当する。原材料は、ハバネロペッパー、酢、ペッパーエキス、トマト、マスタード、水、砂糖、パパイヤ、グアバ、パイナップル、バナナ、パッションフルーツジュース、グアバジュース。
日本では「凶暴な毒蛇」「邪悪な毒蛇」などの通称でも知られている。HT International社によって正規輸入されていたが、同社による代理店サイト「超激辛.com」は既に閉鎖されている。

## 註
1. ↑  市販されているタバスコのスコヴィル値は2,140である。